# Нибионо
Нибио̀но (на италиански: Nibionno, на западноломбардски: Nibiònn, Нибион) е малко градче и община в Северна Италия, провинция Леко, регион Ломбардия. Разположено е на 306 m надморска височина. Населението на общината е 3729 души (към 2014 г.).